# Архимандрит Димитрије (Благојевић)
Димитрије (рођен Благојевић, Фоча, 8. септембар 1952 — Манастир Стањевићи, 7. октобар 2004) био је архимандрит Српске православне цркве и старешина Манастира Стањевићи.

## Биографија
Игуман Димитрије (Благојевић) је рођен 2. септембра 1952. године у Фочи. У узрасту од 14 година 3. новембра 1965. године ступио је у Манастир Острог, за ђака а потом за искушеника.
Под духовним старањем игумана Манастира Острога архимандрита Серафима Кашића, завршио је монашку школу у Острогу 20. марта 1969. године, а потом 1975. године Богословију Света три Јерарха у манастиру Крка у Далмацији. Студирао је на Богословском факултету у Београду. Замонашио га је игуман Борис (Кажанегра), а привео том светом чину његов игуман Серафим Кашић.
Чин јерођакона и јеромонаха примио је 20. августа 1979. године од митрополита црногорско-приморског Данила Дајковића и постављен за сабрата манастира Острога. За настојатеља Манастира Жупе Никшићке, постављен је од Митрополита црногорско-приморског Амфилохија Радовића 1991. године.
За игумана Манастира Стањевићи, постављен је 12. јуна 1994. године. Пуних десет година је радио на обнови Стањевића. Упокојио се у Господу 7. октобара 2004. године у Манастиру Стањевићи где је и сахрањен.